# Estadio Carlos Salazar Hijo
Estadio Municipal Carlos Salazar Hijo – stadion piłkarski w gwatemalskim mieście Mazatenango, w departamencie Suchitepéquez. Obiekt może pomieścić 12 000 widzów, a swoje mecze rozgrywa na nim drużyna CSD Suchitepéquez.
Stadion powstał dzięki zbiórce pieniężnej, zorganizowanej przez lokalnego prezentera radiowego Carlosa Salazara Jr., na którego cześć został potem nazwany. Budowa obiektu rozpoczęła się 24 sierpnia 1963, zaś uroczyste otwarcie miało miejsce 24 listopada 1966. Koszt prac wyniósł 8 milionów quetzali gwatemalskich.
Obiekt ma pięć trybun, z czego trzy są odkryte, jedna częściowo zadaszona (południowa), a jedna zadaszona całkowicie (północna). Dysponuje stanowiskami medialnymi oraz salą prasową. Do stadionu przylega kompleks sportowy, w którego skład wchodzi basen, korty tenisowe, odkryte boiska do papi futbol oraz siedziba klubu CSD Suchitepéquez. Jest pierwszym gwatemalskim stadionem spoza stolicy, na którym zamontowano sztuczne oświetlenie.
Jest uznawany za jeden z najbardziej historycznie zasłużonych stadionów nie tylko dla południa kraju, ale dla całej gwatemalskiej piłki nożnej. W ramach różnych rozgrywek gościły na nim czołowe drużyny Europy i Ameryki, takie jak Atlético Madryt, CA San Lorenzo de Almagro, Tigres UANL czy Deportivo Saprissa. Znajduje się w dzielnicy Santa Cristina, dlatego jest niekiedy określany przydomkiem „Coloso de Santa Cristina” („Kolos z Santa Cristina”).
W 2000 roku stadion otrzymał autoryzację od FIFA, pozwalającą na rozgrywanie meczów eliminacyjnych do mistrzostw świata. Seniorska reprezentacja Gwatemali zagrała na nim spotkania eliminacyjne z USA (lipiec 2000, 1:1) i Kostaryką (listopad 2000, 2:1), a następnie mecze towarzyskie z Salwadorem (marzec 2001, 1:1) i Boliwią (marzec 2011, 1:1).
W 2020 roku podczas pandemii COVID-19 obiekt tymczasowo pełnił rolę miejskiego placu handlowego, aby częściowo zapobiec dużym skupiskom ludzkim.